# Ski de fond aux Jeux paralympiques de 2014
Navigation
Vancouver 2010 Pyeongchang 2018
Les épreuves de ski de fond aux Jeux paralympiques d'hiver de 2014 se tiendront du 9 mars 2014 au 16 mars 2014 au complexe de ski de fond et biathlon Laura dans la station de sports d'hiver de Krasnaïa Poliana dans le Kraï de Krasnodar (Russie).

## Calendrier
| C | Course |

| Évènements                           | Évènements                           | Évènements                           | Calendrier | Calendrier | Calendrier | Calendrier | Calendrier | Calendrier | Calendrier | Calendrier | Calendrier | Calendrier |
| Évènements                           | Évènements                           | Évènements                           | 7          | 8          | 9          | 10         | 11         | 12         | 13         | 14         | 15         | 16         |
| Évènements                           | Évènements                           | Évènements                           | Mars 2014  |            |            |            |            |            |            |            |            |            |
| Cérémonies d'ouverture et de clôture | Cérémonies d'ouverture et de clôture | Cérémonies d'ouverture et de clôture | •          |            |            |            |            |            |            |            |            | •          |
|                                      |                                      |                                      |            |            |            |            |            |            |            |            |            |            |
| Hommes                               |                                      |                                      |            |            |            |            |            |            |            |            |            |            |
| Malvoyants                           |                                      |                                      |            |            |            |            |            |            |            |            |            |            |
| 1 km sprint libre                    |                                      |                                      |            |            |            | C          |            |            |            |            |            |            |
| 10 km libre                          |                                      |                                      |            |            |            |            |            |            |            | C          |            |            |
| 20 km classique                      |                                      |                                      |            | C          |            |            |            |            |            |            |            |            |
| Debout                               |                                      |                                      |            |            |            |            |            |            |            |            |            |            |
| 1 km sprint libre                    |                                      |                                      |            |            |            | C          |            |            |            |            |            |            |
| 10 km libre                          |                                      |                                      |            |            |            |            |            |            |            | C          |            |            |
| 20 km classique                      |                                      |                                      |            | C          |            |            |            |            |            |            |            |            |
| Assis                                |                                      |                                      |            |            |            |            |            |            |            |            |            |            |
| 1 km sprint                          |                                      |                                      |            |            |            | C          |            |            |            |            |            |            |
| 10 km                                |                                      |                                      |            |            |            |            |            |            |            | C          |            |            |
| 15 km                                |                                      |                                      | C          |            |            |            |            |            |            |            |            |            |
|                                      |                                      |                                      |            |            |            |            |            |            |            |            |            |            |
| Femmes                               |                                      |                                      |            |            |            |            |            |            |            |            |            |            |
| Malvoyantes                          |                                      |                                      |            |            |            |            |            |            |            |            |            |            |
| 1 km sprint libre                    |                                      |                                      |            |            |            | C          |            |            |            |            |            |            |
| 5 km libre                           |                                      |                                      |            |            |            |            |            |            |            | C          |            |            |
| 15 km classique                      |                                      |                                      |            | C          |            |            |            |            |            |            |            |            |
| Debout                               |                                      |                                      |            |            |            |            |            |            |            |            |            |            |
| 1 km sprint libre                    |                                      |                                      |            |            |            | C          |            |            |            |            |            |            |
| 5 km libre                           |                                      |                                      |            |            |            |            |            |            |            | C          |            |            |
| 15 km classique                      |                                      |                                      |            | C          |            |            |            |            |            |            |            |            |
| Assises                              |                                      |                                      |            |            |            |            |            |            |            |            |            |            |
| 1 km sprint                          |                                      |                                      |            |            |            | C          |            |            |            |            |            |            |
| 5 km                                 |                                      |                                      |            |            |            |            |            |            |            | C          |            |            |
| 12 km                                |                                      |                                      | C          |            |            |            |            |            |            |            |            |            |
|                                      |                                      |                                      |            |            |            |            |            |            |            |            |            |            |
| Mixte                                |                                      |                                      |            |            |            |            |            |            |            |            |            |            |
| Toutes les classes                   |                                      |                                      |            |            |            |            |            |            |            |            |            |            |
| Relais mixte (4 x 2,5 km)            |                                      |                                      |            |            |            |            |            |            | C          |            |            |            |
| Relais ouvert (4 x 2,5 km)           |                                      |                                      |            |            |            |            |            |            | C          |            |            |            |
|                                      |                                      |                                      |            |            |            |            |            |            |            |            |            |            |

## Médaillés

### Hommes

#### Malvoyants
| Épreuves          | Or                                            | Argent                                           | Bronze                                      |
| ----------------- | --------------------------------------------- | ------------------------------------------------ | ------------------------------------------- |
| 1 km sprint libre | Brian McKeever (CAN) Guide : Graham Nishikawa | Zebastian Modin (SWE) Guide : Albin Ackerot      | Oleg Ponomarev (RUS) Guide : Andrei Romanov |
| 10 km libre       | Brian McKeever (CAN) Guide : Graham Nishikawa | Stanislav Chokhlaev (RUS) Guide : Maksim Pirogov | Thomas Clarion (FRA) Guide : Julien Bourla  |
| 20 km classique   | Brian McKeever (CAN) Guide : Erik Carleton    | Stanislav Chokhlaev (RUS) Guide : Maksim Pirogov | Zebastian Modin (SWE) Guide : Albin Ackerot |

#### Debout
| Épreuves          | Or                      | Argent                  | Bronze                    |
| ----------------- | ----------------------- | ----------------------- | ------------------------- |
| 1 km sprint libre | Kirill Mikhaylov (RUS)  | Rushan Minnegulov (RUS) | Vladislav Lekomtcev (RUS) |
| 10 km libre       | Aleksandr Pronkov (RUS) | Vladimir Kononov (RUS)  | Vladislav Lekomtcev (RUS) |
| 20 km classique   | Rushan Minnegulov (RUS) | Ilkka Tuomisto (FIN)    | Vladislav Lekomtcev (RUS) |

#### Assis
| Épreuves    | Or                    | Argent                | Bronze                     |
| ----------- | --------------------- | --------------------- | -------------------------- |
| 1 km sprint | Roman Petushkov (RUS) | Grigory Murygin (RUS) | Maksym Yarovyi (UKR)       |
| 10 km       | Chris Klebl (CAN)     | Maksym Yarovyi (UKR)  | Grigory Murygin (RUS)      |
| 15 km       | Roman Petushkov (RUS) | Irek Zaripov (RUS)    | Aleksandr Davidovich (RUS) |

### Femmes

#### Malvoyantes
| Épreuves          | Or                                            | Argent                                        | Bronze                                                |
| ----------------- | --------------------------------------------- | --------------------------------------------- | ----------------------------------------------------- |
| 1 km sprint libre | Mikhalina Lyssova (RUS) Guide : Alexey Ivanov | Elena Remizova (RUS) Guide : Natalia Yakimova | Oksana Shyshkova (UKR) Guide : Lada Nesterenko        |
| 5 km libre        | Elena Remizova (RUS) Guide : Natalia Yakimova | Mikhalina Lyssova (RUS) Guide : Alexey Ivanov | Iuliia Budaleeva (RUS) Guide : Tatiana Maltseva       |
| 15 km classique   | Elena Remizova (RUS) Guide : Natalia Yakimova | Mikhalina Lyssova (RUS) Guide : Alexey Ivanov | Yadviha Skorabahataya (BLR) Guide : Iryna Nafranovich |

#### Debout
| Épreuves          | Or                  | Argent                        | Bronze                    |
| ----------------- | ------------------- | ----------------------------- | ------------------------- |
| 1 km sprint libre | Anna Milenina (RUS) | Yuliia Batenkova-Bauman (UKR) | Alena Kaoufman (RUS)      |
| 5 km libre        | Anna Milenina (RUS) | Yuliia Batenkova-Bauman (UKR) | Oleksandra Kononova (UKR) |
| 15 km classique   | Helene Ripa (SWE)   | Yuliia Batenkova-Bauman (UKR) | Anna Milenina (RUS)       |

#### Assises
| Épreuves    | Or                       | Argent                  | Bronze                    |
| ----------- | ------------------------ | ----------------------- | ------------------------- |
| 1 km sprint | Mariann Marthinsen (NOR) | Tatiana McFadden (USA)  | Marta Zaynullina (RUS)    |
| 5 km        | Andrea Eskau (GER)       | Lyudmyla Pavlenko (UKR) | Oksana Masters (USA)      |
| 12 km       | Lyudmyla Pavlenko (UKR)  | Oksana Masters (USA)    | Svetlana Konovalova (RUS) |

### Mixte

#### Toutes les classes
| Épreuves                   | Or | Argent | Bronze                                                                                       |
| -------------------------- | --- | --- | -------------------------------------------------------------------------------------------- |
| Relais mixte (4 x 2,5 km)  | Russie - Alena Kaoufman - Svetlana Konovalova - Nikolay Polukhin (Guide : Andrey Tokarev) - Elena Remizova (Guide : Natalia Yakimova) | Suède - Zebastian Modin (Guide : Albin Ackerot) - Helene Ripa                                                                | Norvège - Eirik Bye (Guide : Kristian Myhre Hellerud) - Mariann Marthinsen - Nils-Erik Ulset |
| Relais ouvert (4 x 2,5 km) | Russie - Vladislav Lekomtcev - Rushan Minnegulov - Grigory Murygin - Roman Petushkov                                                  | Ukraine - Olena Iurkovska - Vitaliy Lukyanenko (Guide : Borys Babar) - Ihor Reptyukh - Iurii Utkin (Guide : Vitaliy Kazakov) | France - Thomas Clarion (Guide : Julien Bourla) - Benjamin Daviet                            |

## Tableau des médailles
- Pays organisateur (Russie)

| Rang  | Nation      | Or | Argent | Bronze | Total |
| ----- | ----------- | -- | ------ | ------ | ----- |
| 1     | Russie      | 12 | 9      | 11     | 32    |
| 2     | Canada      | 4  | 0      | 0      | 4     |
| 3     | Ukraine     | 1  | 6      | 3      | 10    |
| 4     | Suède       | 1  | 2      | 1      | 4     |
| 5     | Norvège     | 1  | 0      | 1      | 2     |
| 6     | Allemagne   | 1  | 0      | 0      | 1     |
| 7     | États-Unis  | 0  | 2      | 1      | 3     |
| 8     | Finlande    | 0  | 1      | 0      | 1     |
| 9     | France      | 0  | 0      | 2      | 2     |
| 10    | Biélorussie | 0  | 0      | 1      | 1     |
| Total | Total       | 20 | 20     | 20     | 60    |